# Illerkirchberg
Illerkirchberg ist eine Gemeinde im Südosten des Alb-Donau-Kreises in Baden-Württemberg.

## Geographie
Illerkirchberg liegt etwa acht Kilometer südlich von Ulm und erstreckt sich am Ende des Illertals auf dessen westlicher Seite.

### Nachbargemeinden
Die Gemeinde grenzt im Westen und Norden an Ulm, im Osten an die bayerische Stadt Senden, im Süden an Illerrieden und Staig.

### Gemeindegliederung
Illerkirchberg besteht aus Oberkirchberg und Unterkirchberg sowie den kleineren Ortsteilen Mussingen, Buch, Beutelreusch und Oberweiler.

### Schutzgebiete
Teile der Gemeindefläche wurden als Landschaftsschutzgebiet Illerkirchberg ausgewiesen. Daneben hat die Gemeinde Anteil am FFH-Gebiet Donau zwischen Munderkingen und Ulm und nördliche Iller.

### Klima
Der Jahresniederschlag beträgt rund 750 mm und die Durchschnittstemperatur etwa 8 °C. Illerkirchberg hat ein gemäßigtes Klima und liegt im Einflussbereich der atlantischen Westwindzone. Markante Wetterlagen sind der lang anhaltende Nebel im Herbst und Winter sowie der gelegentlich auftretende Alpenföhn. Ortsteile, die sich unmittelbar im Illertal befinden, sind bei Starkregenereignissen oder schlagartigen Schneeschmelzen im Allgäu von Illerhochwässern bedroht. Zudem können aufgrund extremer Niederschlagsereignisse Hochwässer im Bereich des Weihungstal im Ortsteil Unterkirchberg in Erscheinung treten (z. B. 2021, 2024).

### Geologie

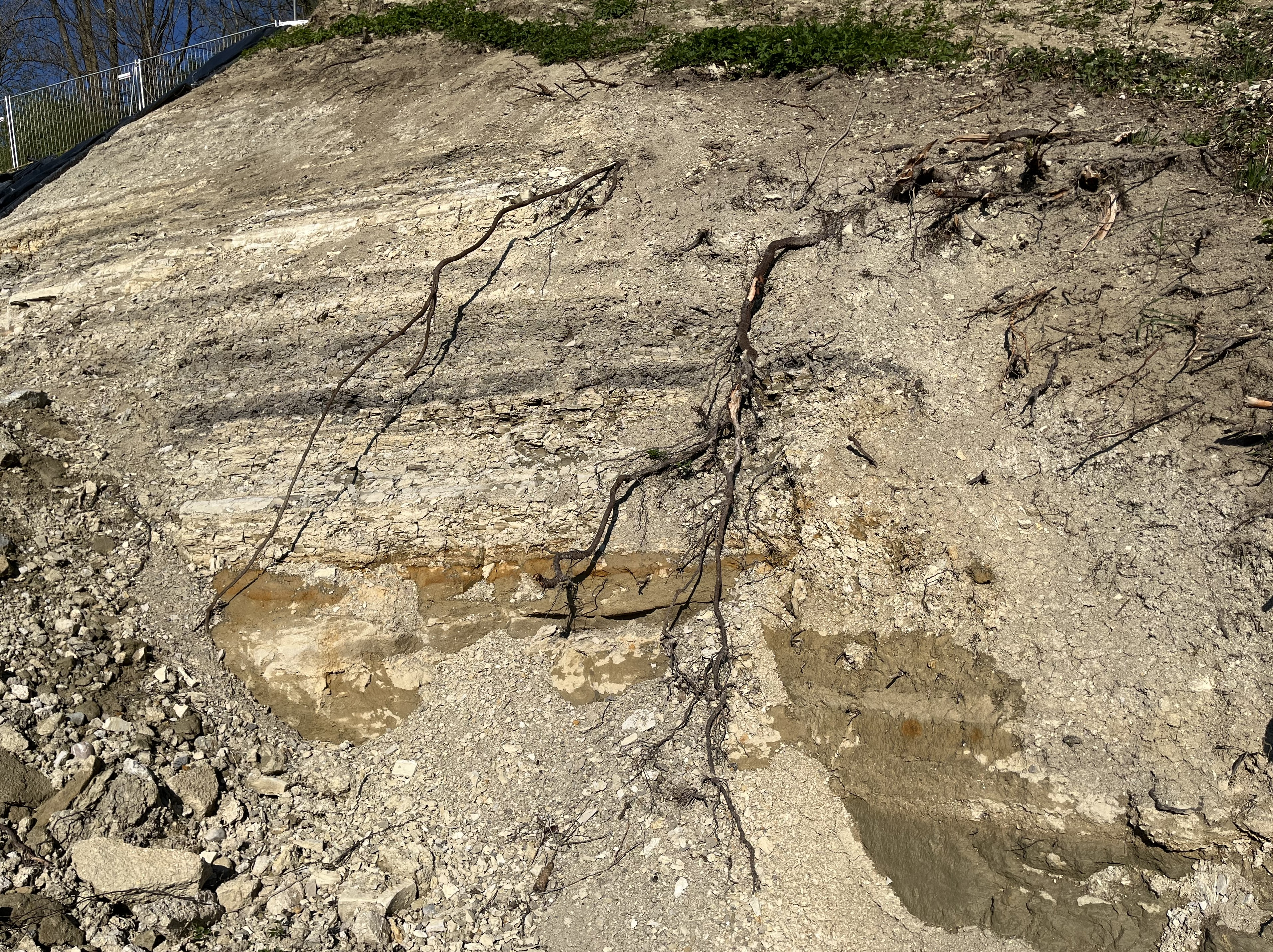
Gesteinsaufschluss der Kirchberg Formation am Hangfuß des Schlossbergs in Oberkirchberg

In Illerkirchberg befindet sich die Typlokalität der Kirchberg Formation (Kirchberger Schichten). Die Abfolge aus sandigen, tonig-mergeligen und kalkigen Sedimenten enthält zum Teil fossilführende Schichten (mit Haifischzähnen, Brackwassermuscheln, Schnecken und Fischen) und ist Teil der sog. Süß-Brackwasser-Molasse. Die Schichten kamen vor rund 17 bis 18 Mio. Jahren im Zeitalter des Miozän (Neogen bzw. Jung-Tertiär) (Stufe Ottnangium; früher: Helvet) zur Ablagerung.
Der Ablagerungsbereich erstreckte sich zunächst entlang eines schmalen Streifens von der Schweiz (Schaffhausen) her kommend weiter in Richtung Osten, wo sich die Meeresstraße dann weiter zu einem Binnenmeer öffnete. Äquivalente der Kirchberg Formation finden sich auch in Tiefbohrungen im südöstlichen Alpenvorland. Dort sind die Gesteine der Süß-Brackwassermolasse allerdings mittlerweile von mehreren hundert Metern jüngerer Sedimentablagerungen der Oberen Süßwassermolasse und des Quartärs überdeckt und daher dort nur in Tiefbohrungen anzutreffen.
In Illerkirchberg treten die Schichten vor allem am Steilhang zur Iller, entlang des Weihungstals, des Mündelbachs und des Fischbachs an der Erdoberfläche in Erscheinung (wenn sie nicht von Boden oder nachgerutschtem Material bedeckt sind). Ausführlich beschrieben werden die Gesteine und der Fossilinhalt der Kirchberg Formation u. a. in Arbeiten von Eser (1850), Sandberger (1875), Gümbel (1887), Kranz (1904), Schlickum (1963), Reichenbacher (1989) und Doppler (1995).
Unterlagert werden die Kirchberger Schichten im Bereich Unterkirchberg von Suevicus Schichten (benannt nach einem teilweise massenhaften Auftreten der Brackwasserschnecke Viviparus suevicus) und den Grimmelfinger Schichten, die allenfalls noch in den tiefergelegenen Talanschnitten aufgeschlossen sind. Die Grimmelfinger Schichten sedimentierten ebenfalls während des Unter-Miozäns, aber zeitlich vor den Kirchberger-Schichten und bilden die Basisablagerungen der Graupensandrinne. Sie bestehen aus grau- bis gelbweißen Sanden.
Überlagert werden die Molassesedimente in den höher gelegenen Ortsteilen von quartären Lößlehmdecken sowie älteren Deckenschotter der Günzkaltzeit. Im tiefer gelegenen, nordwestlichen Ortsteil von Unterkirchberg treten zudem verlehmte mindelkaltzeitliche Schotterflächen (Unterweiler Schotter), die vom Schmelzwasserabfluss eines östlichen Lobus des Rheingletschers hinterlassen wurden in Erscheinung. In den östlichen Talbereichen Unter- und Oberkirchbergs findet man zudem als jüngste geologische Ablagerung den durch die Iller antransportierten Kies holozänen Alters, die im Illerauwald meist noch von aus aktuellen Illerhochwässern stammenden sandig-tonigen Sedimenten überdeckt werden.

## Geschichte

### Oberkirchberg

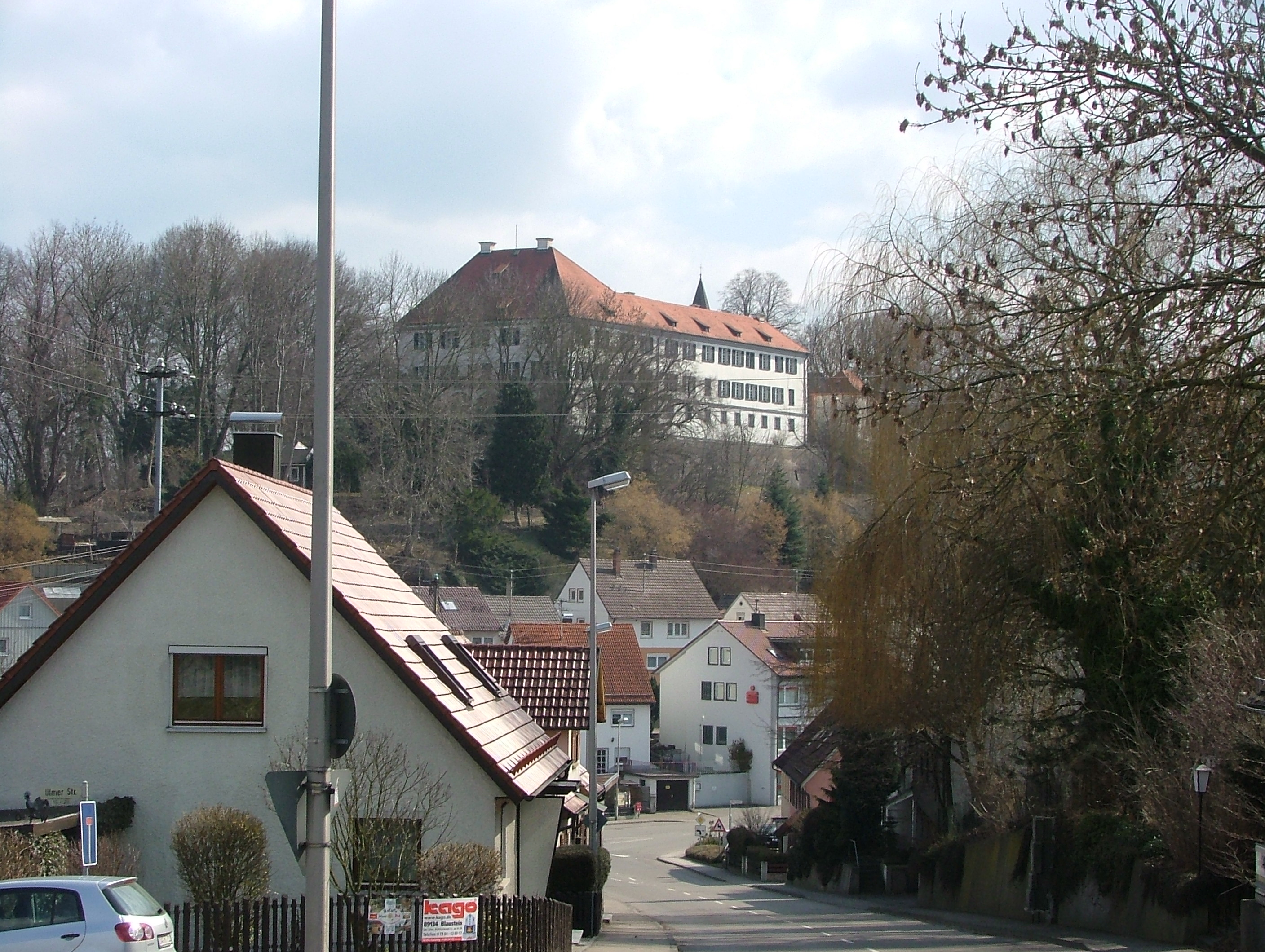
Oberkirchberg mit dem Fuggerschloss

1087 wurde erstmals Chirchberg erwähnt. Eine Unterscheidung der Ortsteile in Ober- und Unterkirchberg kommt erst im 14./15. Jahrhundert auf. Auf dem Bergsporn, der heute noch das Schloss trägt, stand wohl schon im Mittelalter eine Burg. Die Grafen von Kirchberg verarmten im 15. Jahrhundert und starben 1519 aus.
1498 gelangte das Gebiet zum Herzogtum Bayern-Landshut, wurde jedoch bereits 1507 an die Fugger verkauft. Die Grafen Fugger von Kirchberg haben heute noch ihren Sitz auf dem 1767 von Franz Anton Bagnato erbauten Schloss. Von 1805 bis 1810 gehörte die Grafschaft Kirchberg zum Königreich Bayern, um dann gemäß dem Grenzvertrag zwischen Bayern und Württemberg vom 18. Mai 1810 zum Königreich Württemberg zu kommen.

### Unterkirchberg
Ersterwähnung siehe bei Oberkirchberg. Genau wie Oberkirchberg, gehörte Unterkirchberg zur Grafschaft Kirchberg.
Allerdings befand sich auf dem Gebiet des Dorfes bereits in der Antike ein Kastell, das offenbar in der Zeit des Kaisers Claudius (um das Jahr 50 n. Chr.) errichtet worden war. Früher wurde es mit dem Namen Viana oder evtl. auch Phaeniana in Verbindung gebracht, was aber nach neueren Erkenntnissen nicht korrekt sein dürfte. Das Unterkirchberger Kastell reiht sich in eine Kette weiterer Kastelle ein, die unmittelbar südlich der Donau in den Jahren 41 bis 54 n. Chr. errichtet wurden und zur Sicherung der römischen Provinz Rätien dienten („ältere Donaulinie des Rätischen Limes bzw. Donaulimes“). Die Kastelle waren durch Straßen miteinander verbunden (Donausüdstraße bzw. Donautalstraße) und waren nicht mit Legionären, sondern mit Hilfstruppen (Auxiliartruppen) bemannt. Das Kastell war eines der größten der Donau-Linie und dürfte, den Funden nach zu urteilen, von einer Reitereinheit besetzt gewesen sein. Später wurden die Kastelle weiter nach Norden verlagert (Alblimes ab etwa 74 bzw. 85 n. Chr.).
Das Kastellgelände wurde danach noch für einige Jahrzehnte zivil genutzt.
Aus der Alamannenzeit bzw. dem frühen Mittelalter stammen Reihengräber, die auf dem Gelände der Grundschule gefunden wurden.
Auf dem Geländesporn, auf dem heute die Kirche steht, waren noch bis in die 1960er Jahre Burggräben und Wälle einer mittelalterlichen Burg erkennbar. Heute ist nur noch der Wall und der Graben der Hauptburg auf dem vorgelagerten Kreuzberg erhalten. Bis Ende des 18. Jahrhunderts wurde dieser Teil des Bergs noch „Niedere Burg“ genannt.
Diese Burg ist im 11./12. Jahrhundert wohl aufgegeben worden, und seitdem wurde das Schloss in Oberkirchberg von den Grafen von Kirchberg bewohnt. Die ersten Benediktiner, die das Kloster Wiblingen gründeten, wohnten die ersten Monate bis zur Fertigstellung der Klostergebäude noch in dieser Burg.
In den folgenden Jahrhunderten bis zur Säkularisation konnte das Kloster Wiblingen bedeutenden Einfluss in Unterkirchberg gewinnen. Das prächtige Pfarrhaus zeugt heute noch von dieser Periode. Wie Oberkirchberg war Unterkirchberg von 1805 bis 1810 bei Bayern und seit 1810 bei Württemberg.

### Verwaltungszugehörigkeiten seit 1810
Ober- und Unterkirchberg gehörten seit 1810 zum württembergischen Oberamt Wiblingen (seit 1842 Laupheim). Bei der Kreisreform während der NS-Zeit in Württemberg gelangten die beiden Gemeinden 1938 zum Landkreis Ulm. 1945 wurden die Ortschaften Teil der Amerikanischen Besatzungszone und gehörten somit zum neu gegründeten Land Württemberg-Baden, das 1952 im jetzigen Bundesland Baden-Württemberg aufging.
Die heutige Gemeinde Illerkirchberg entstand im Zuge der baden-württembergischen Gebietsreform am 1. April 1972 durch den freiwilligen Zusammenschluss der damals selbstständigen Gemeinden Oberkirchberg und Unterkirchberg.
Seit der 1973 erfolgten Kreisreform in Baden-Württemberg gehört Illerkirchberg zum neu gebildeten Alb-Donau-Kreis.

### Jüngere Ereignisse mit großer medialer Aufmerksamkeit
An Halloween 2019 wurde ein alkoholisiertes 14-jähriges Mädchen von vier Asylsuchenden aus Irak und Afghanistan in einer Flüchtlingsunterkunft in Illerkirchberg vergewaltigt, was großes Medieninteresse nach sich zog.
Im Dezember 2022 wurde bekannt, dass einer der Verurteilten wegen der Sicherheitslage in Afghanistan nicht in sein Heimatland abgeschoben werden konnte und wieder in Illerkirchberg lebte. Ende August 2024 erfolgte dann zusammen mit insgesamt 27 weiteren afghanischen Straftätern die Abschiebung nach Afghanistan.
Am 5. Dezember 2022 wurden zwei Mädchen auf dem Schulweg in Oberkirchberg von einem 27-jährigen eritreischen Asylsuchenden mit einem Messer angegriffen; ein türkischstämmiges Mädchen wurde getötet, das andere 13-jährige Mädchen überlebte schwer verletzt. Der baden-württembergische Innenminister Strobel besuchte die Gemeinde. Drei Tage später nahm sich ein Mitbewohner des Tatverdächtigen das Leben. Es gab eine Demonstration von AfD-Befürwortern und eine Gegendemonstration. Im April 2023 wurde die Flüchtlingsunterkunft in Illerkirchberg abgerissen und an der Stelle ein Gedenkort mit einer Blumenwiese errichtet. Laut Informationen bei Prozessbeginn am 2. Juni 2023 wollte der Täter bei der Ausländerbehörde einen Reisepass für seine Hochzeit in Äthiopien erzwingen und die Mädchen waren Zufallsopfer. Der Täter wurde am 4. Juli 2023 wegen Mordes zu einer lebenslangen Freiheitsstrafe unter Feststellung der Besonderen Schwere der Schuld verurteilt.

## Religionen
Illerkirchberg ist bis heute eine katholisch geprägte Gemeinde, im Ortsteil Oberkirchberg befindet sich die Kirche St. Sebastian, in Unterkirchberg die Kirche St. Martin. Letztere ist bereits seit dem Jahr 1194 nachgewiesen.
Laut dem Zensus 2011 waren 54,8 % der Einwohner römisch-katholisch, 19,0 % evangelisch und 26,2 % waren konfessionslos, gehörten einer anderen Glaubensgemeinschaft an oder machten keine Angabe. Die Zahl der Protestanten und vor allem die der Katholiken ist seitdem gesunken. Ende 2021 hatte Illerkirchberg 4.921 Einwohner, von denen waren 45,4 % katholisch, 15,1 % evangelisch und „Sonstige“ 39,5 %.

## Politik

### Verwaltungsverband
Illerkirchberg ist der Sitz des Gemeindeverwaltungsverbands Kirchberg-Weihungstal, dem neben Illerkirchberg die Gemeinden Hüttisheim, Schnürpflingen und Staig angehören.

### Gemeinderat
Der Gemeinderat in Illerkirchberg hat 14 Mitglieder. Die Kommunalwahl am 9. Juni 2024 führte zu folgendem amtlichen Endergebnis. Der Gemeinderat besteht aus den gewählten ehrenamtlichen Gemeinderäten und dem Bürgermeister als Vorsitzendem. Der Bürgermeister ist im Gemeinderat stimmberechtigt.
| Parteien und Wählergemeinschaften | Parteien und Wählergemeinschaften      | % 2024  | Sitze 2024 | % 2019  | Sitze 2019 | Kommunalwahl 2024 %50403020100 48,25 %28,05 %16,21 %7,5 % UBIWGIGrüneEFIGewinne und Verlusteim Vergleich zu 2019 %p 25 20 15 10 5 0 −5+24,07 %p+2,67 %p+0,06 %p+7,5 %pUBIWGIGrüneEFI |
| UBI                               | Unabhängige Bürgerliste Illerkirchberg | 22,55   | 3          | 22,55   | 3          | Kommunalwahl 2024 %50403020100 48,25 %28,05 %16,21 %7,5 % UBIWGIGrüneEFIGewinne und Verlusteim Vergleich zu 2019 %p 25 20 15 10 5 0 −5+24,07 %p+2,67 %p+0,06 %p+7,5 %pUBIWGIGrüneEFI |
| WGI                               | Wählergemeinschaft Illerkirchberg      | 25,83   | 4          | 32,7    | 5          | Kommunalwahl 2024 %50403020100 48,25 %28,05 %16,21 %7,5 % UBIWGIGrüneEFIGewinne und Verlusteim Vergleich zu 2019 %p 25 20 15 10 5 0 −5+24,07 %p+2,67 %p+0,06 %p+7,5 %pUBIWGIGrüneEFI |
| GRÜNE                             | Bündnis 90/Die Grünen                  | 16,15   | 2          | 15,6    | 2          | Kommunalwahl 2024 %50403020100 48,25 %28,05 %16,21 %7,5 % UBIWGIGrüneEFIGewinne und Verlusteim Vergleich zu 2019 %p 25 20 15 10 5 0 −5+24,07 %p+2,67 %p+0,06 %p+7,5 %pUBIWGIGrüneEFI |
| EFI                               | Eine für Alle                          | 11,29   | 2          | 0,00    | 0          | Kommunalwahl 2024 %50403020100 48,25 %28,05 %16,21 %7,5 % UBIWGIGrüneEFIGewinne und Verlusteim Vergleich zu 2019 %p 25 20 15 10 5 0 −5+24,07 %p+2,67 %p+0,06 %p+7,5 %pUBIWGIGrüneEFI |
| gesamt                            | gesamt                                 | 100,0   | 14         | 100,0   | 14         | Kommunalwahl 2024 %50403020100 48,25 %28,05 %16,21 %7,5 % UBIWGIGrüneEFIGewinne und Verlusteim Vergleich zu 2019 %p 25 20 15 10 5 0 −5+24,07 %p+2,67 %p+0,06 %p+7,5 %pUBIWGIGrüneEFI |
| Wahlbeteiligung                   | Wahlbeteiligung                        | 65,67 % | 65,67 %    | 68,49 % | 68,49 %    | Kommunalwahl 2024 %50403020100 48,25 %28,05 %16,21 %7,5 % UBIWGIGrüneEFIGewinne und Verlusteim Vergleich zu 2019 %p 25 20 15 10 5 0 −5+24,07 %p+2,67 %p+0,06 %p+7,5 %pUBIWGIGrüneEFI |

### Bürgermeister
Im August 2020 wurde Markus Häußler (parteilos) mit 48,12 Prozent der Stimmen bei einer Wahlbeteiligung von 68 Prozent als neuer Bürgermeister der Gemeinde gewählt.

### Wappen
In gespaltenem Schild vorne in Gold (Gelb) eine rot gekleidete und rot gekrönte Dame mit dunklem Teint, in der Linken eine rote Mitra haltend, hinten in schwarz ein doppelarmiges goldenes (gelbes) Kreuz (Patriarchenhochkreuz). Die Flaggenfarben sind Rot-Gelb (Rot-Gold).

### Partnerschaften
Seit dem Jahr 1988 besteht eine Städtepartnerschaft mit der etwa 5.000 Einwohner zählenden Gemeinde Brives-Charensac im Département Haute-Loire in der Region Auvergne-Rhône-Alpes, Frankreich.

## Wirtschaft und Infrastruktur
Illerkirchberg gehört den Zweckverbänden Wasserversorgung Steinberggruppe und Klärwerk Steinhäule an.

### Verkehr
Durch Illerkirchberg führt als Landes-Radfernweg der Oberschwaben-Allgäu-Radweg. Er ist eine Rundstrecke über Ulm und Tettnang und verläuft dabei von Ulm kommend am Kloster Wiblingen vorbei nach Unterkirchberg und weiter über Staig und Schnürpflingen nach Laupheim.

### Bildung
In Illerkirchberg gibt es drei Kindergärten, einer in Oberkirchberg, zwei in Unterkirchberg. Auch befindet sich in den Ortsteilen Oberkirchberg wie auch in Unterkirchberg je eine Grundschule. Weiterführende Schulen sind in der Nachbargemeinde Staig (Verbandsgemeinschaftsschule) bzw. in Ulm (Realschule, Gymnasium).

## Kultur und Sehenswürdigkeiten
- Illerkirchberg liegt an der Oberschwäbischen Barockstraße.
- In Oberkirchberg gibt es:
  - das Fuggerschloss[15]
  - die Pfarrkirche St. Sebastian
  - die Friedhofskapelle „Zu Unserer Lieben Frau“[16]

Siehe auch Liste der Baudenkmäler in Illerkirchberg

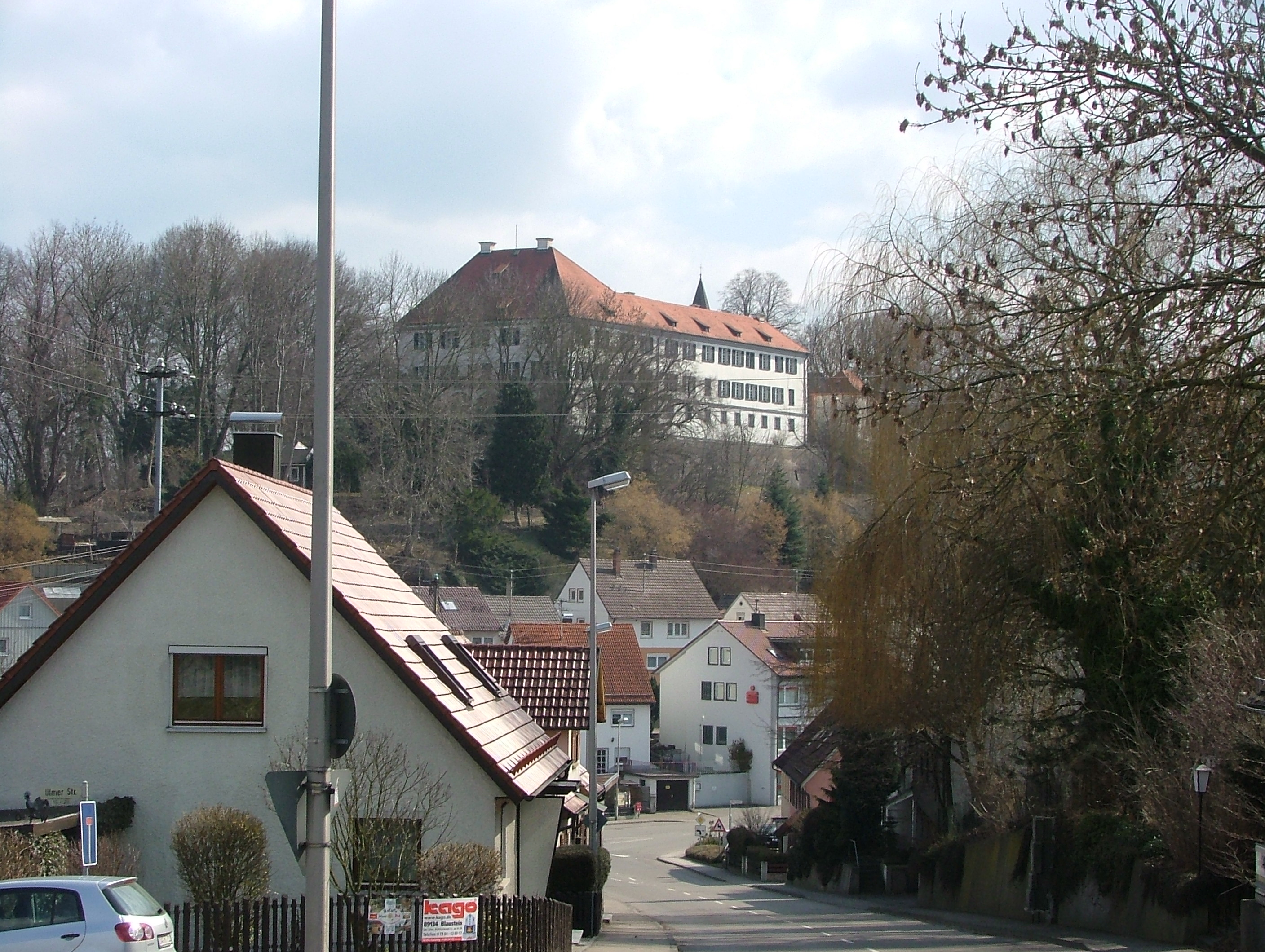
Fugger-Schloss Oberkirchberg
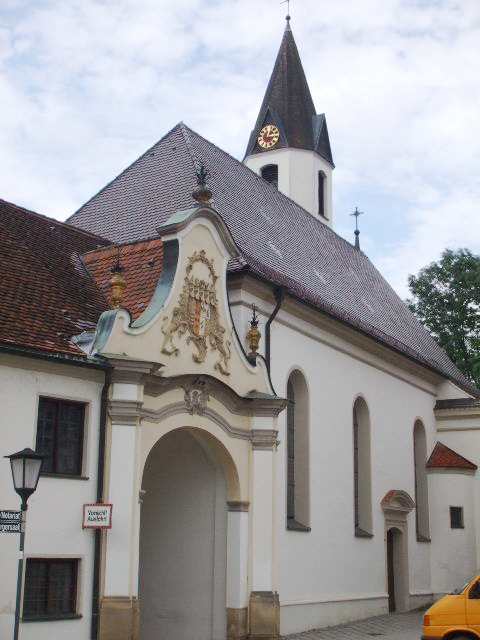
Oberkirchberg, Kirche St. Sebastian und Eingang zum Schloss
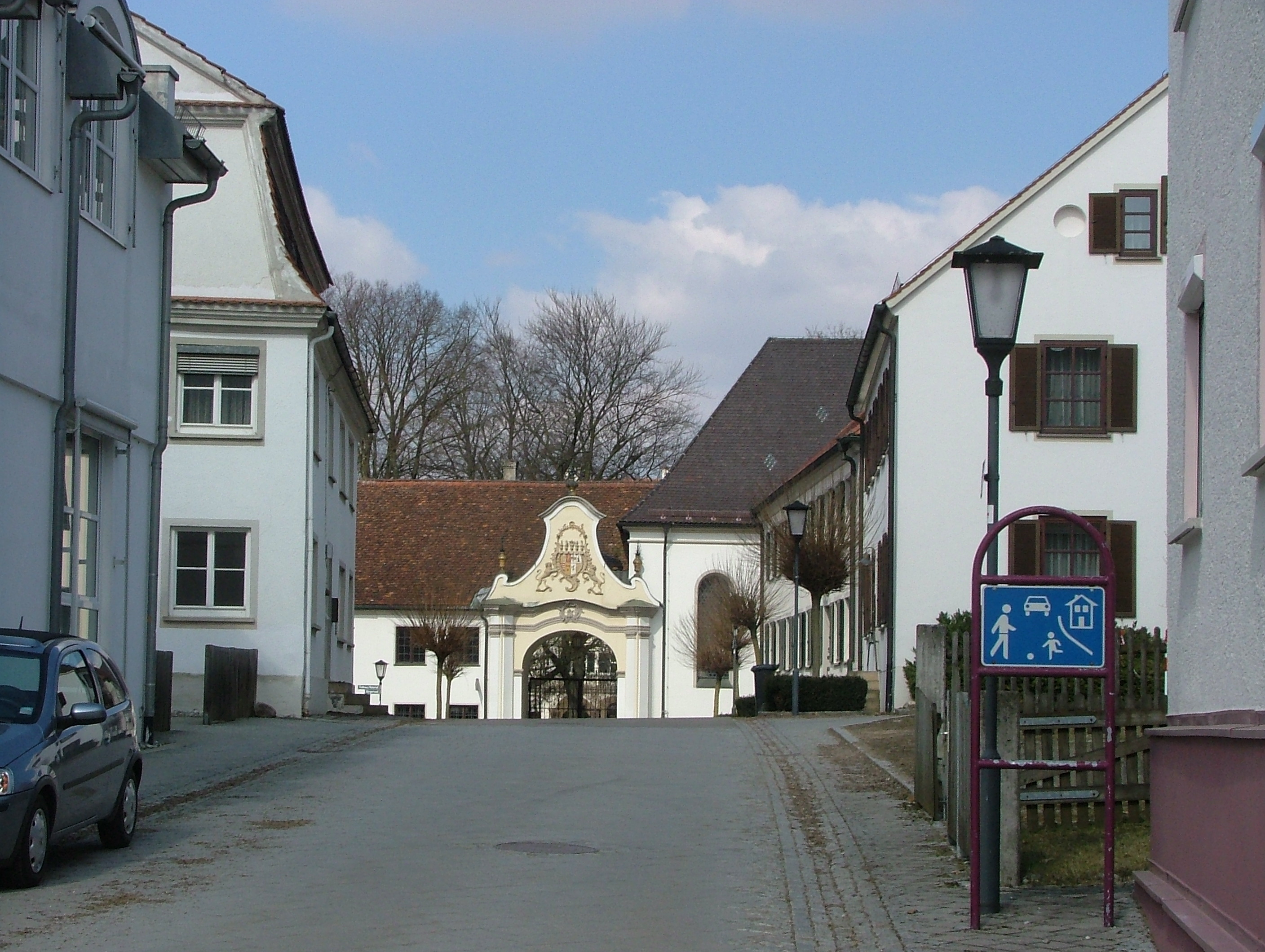
Schlossstraße in Oberkirchberg
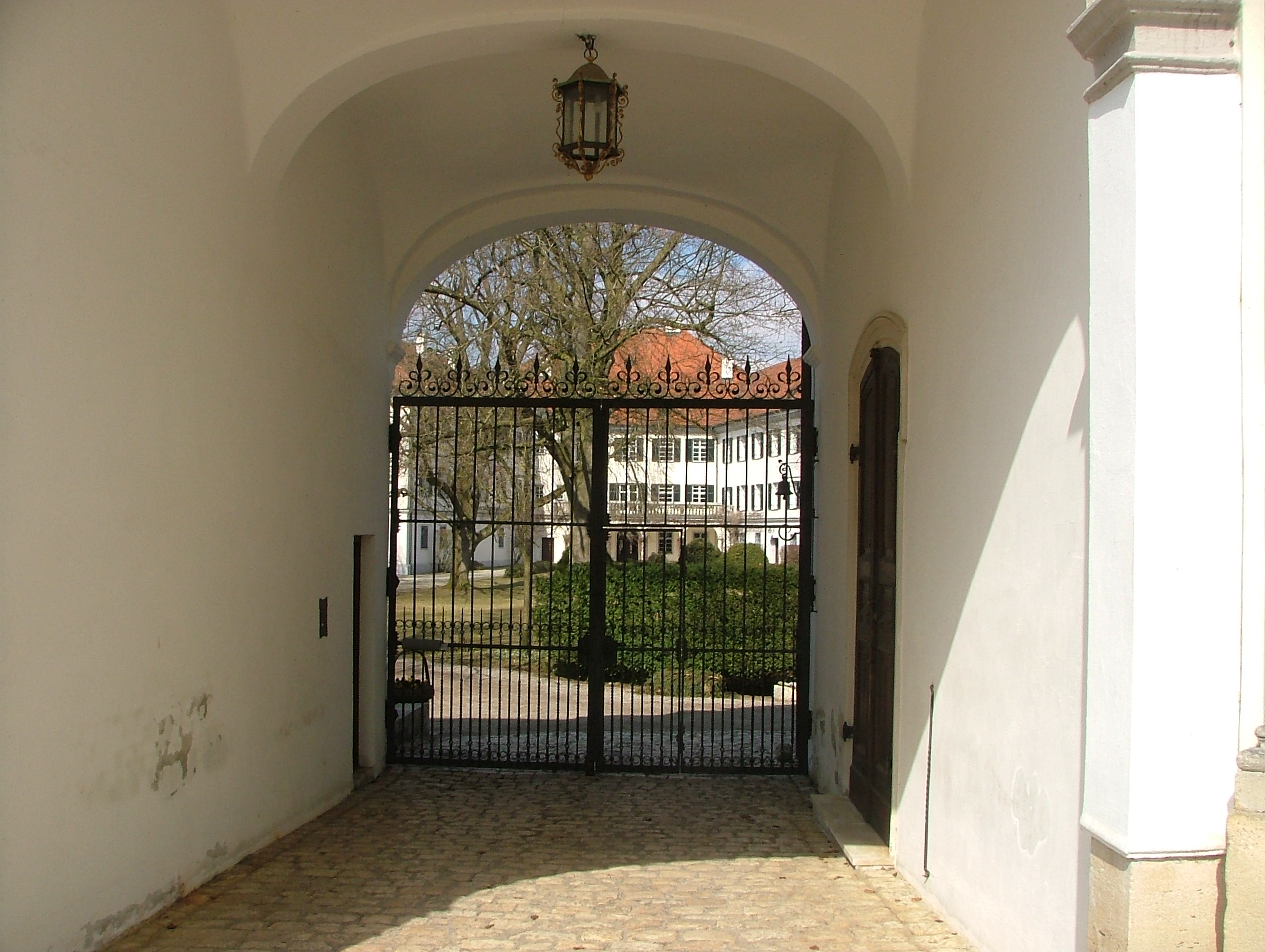
Eingang zum Schloss
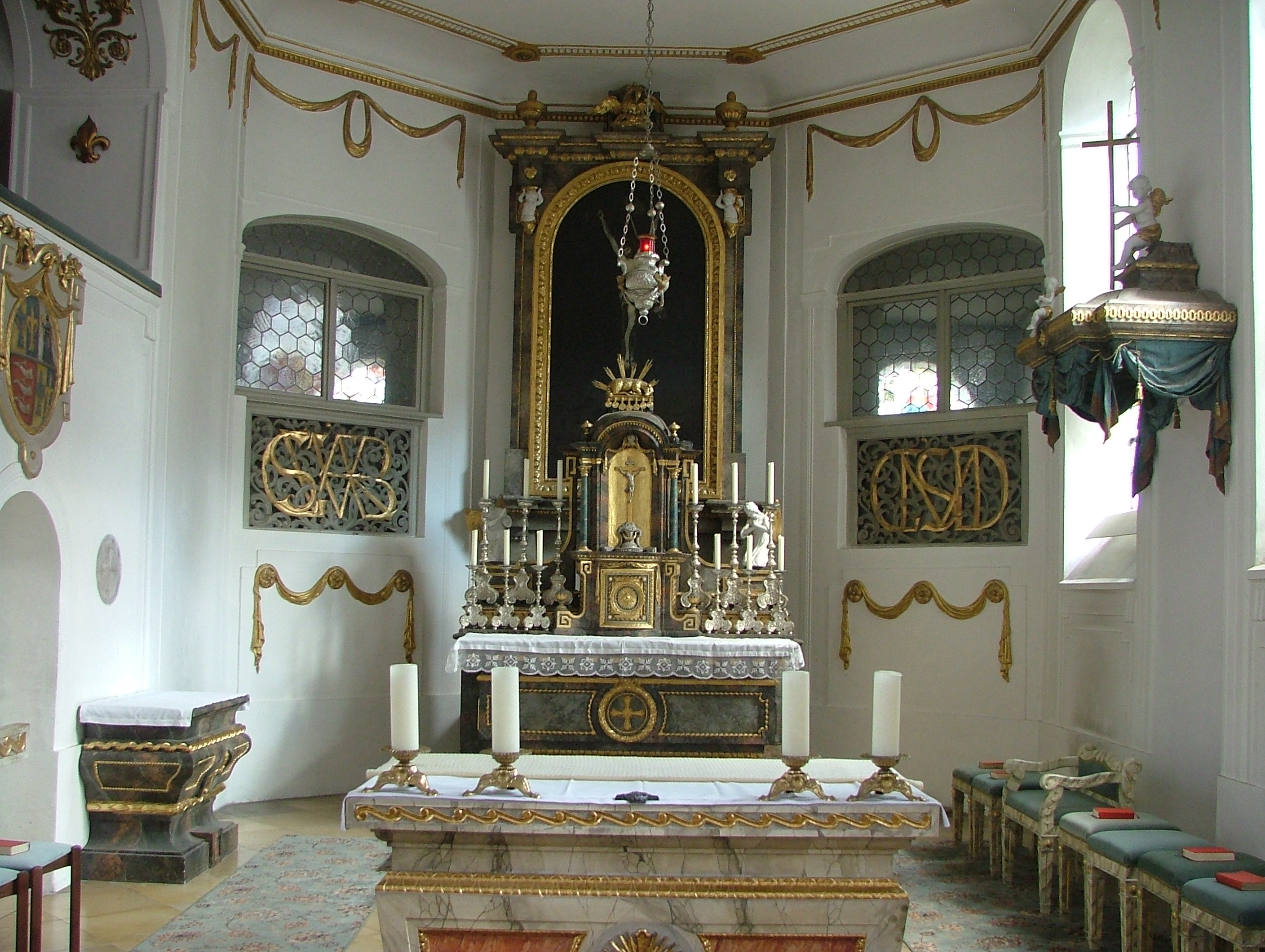
Schlosskirche und Pfarrkirche
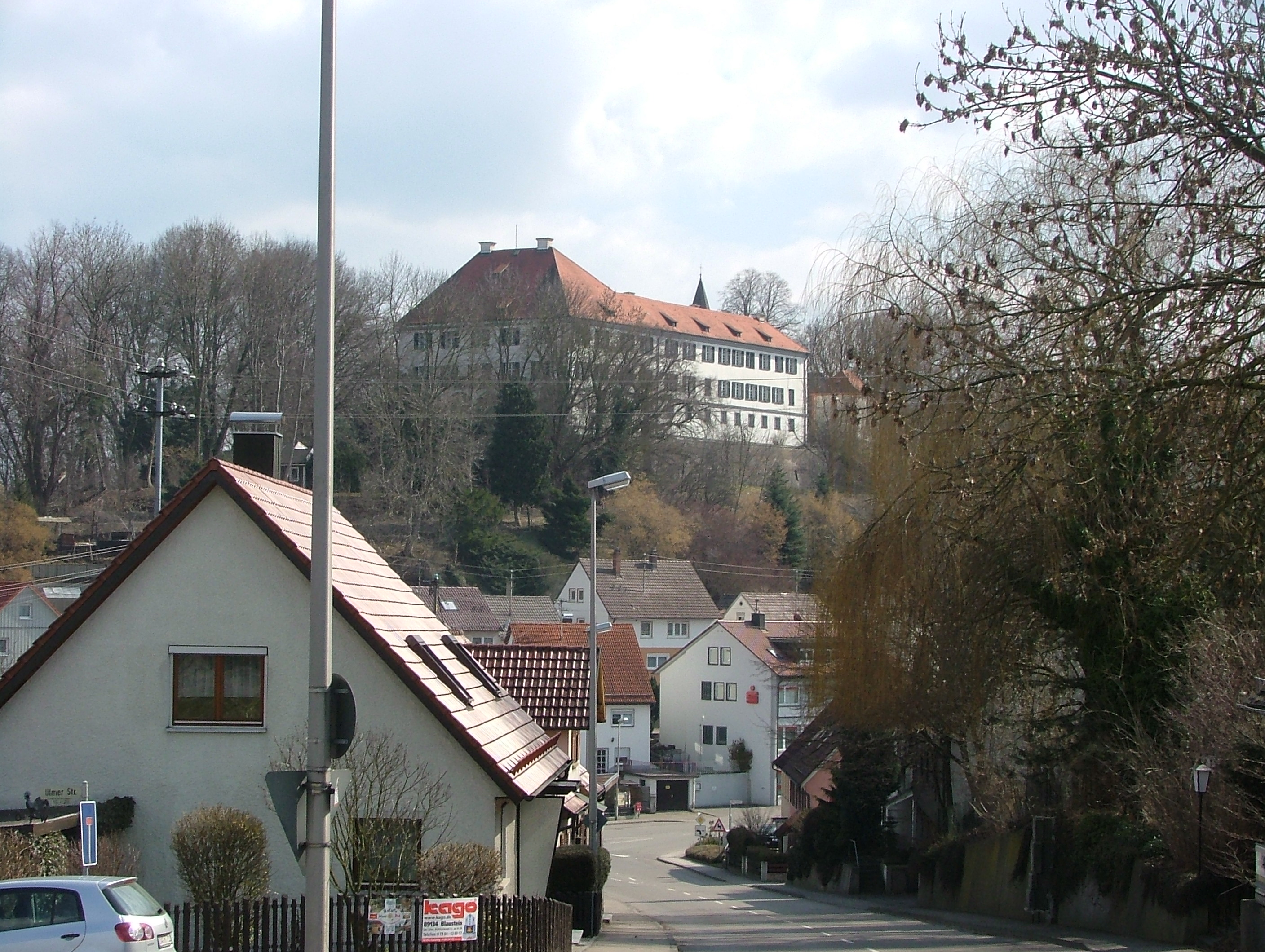
Blick von der Ulmer Straße zum Schloss
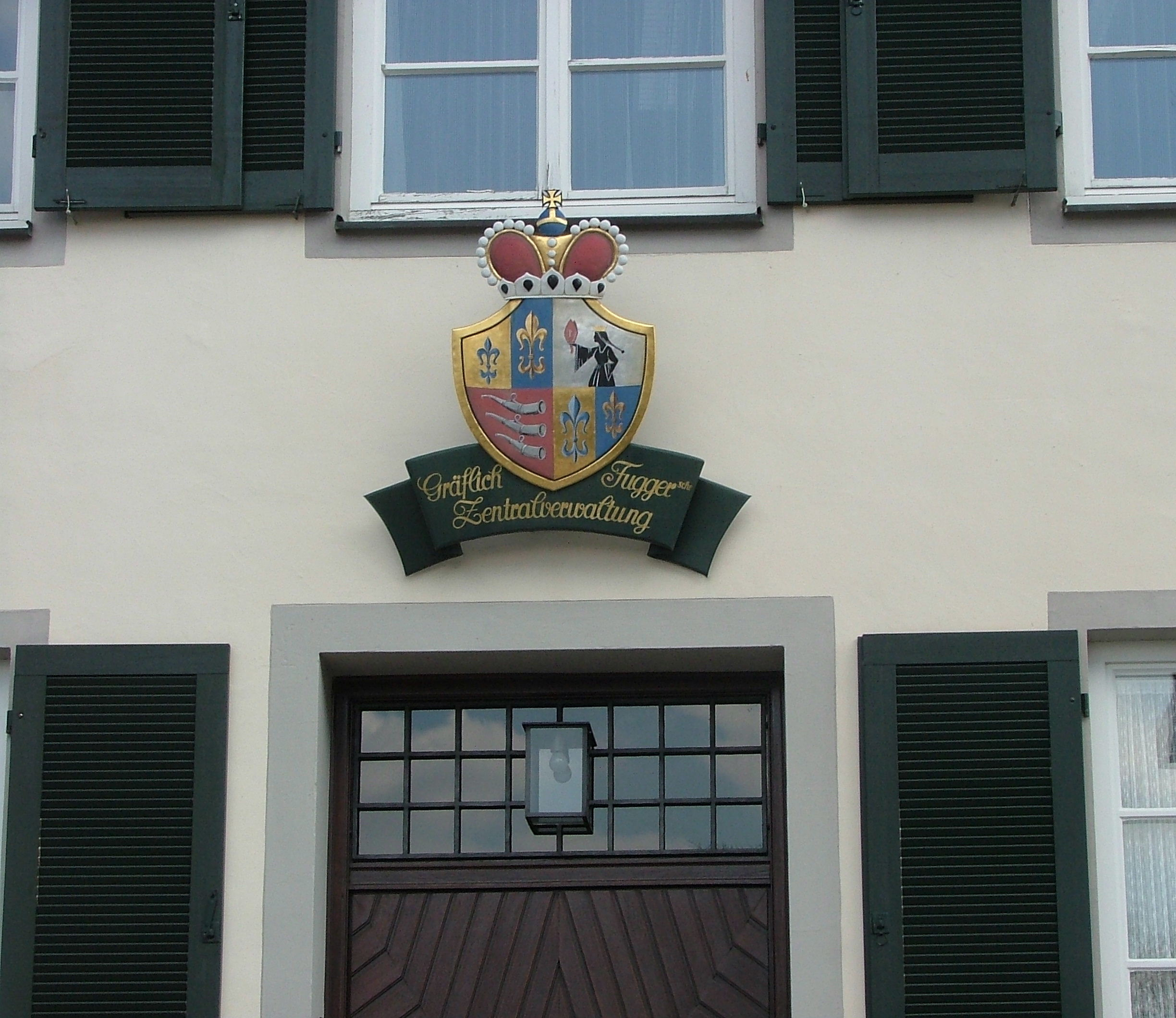
Fürstliches Wappen
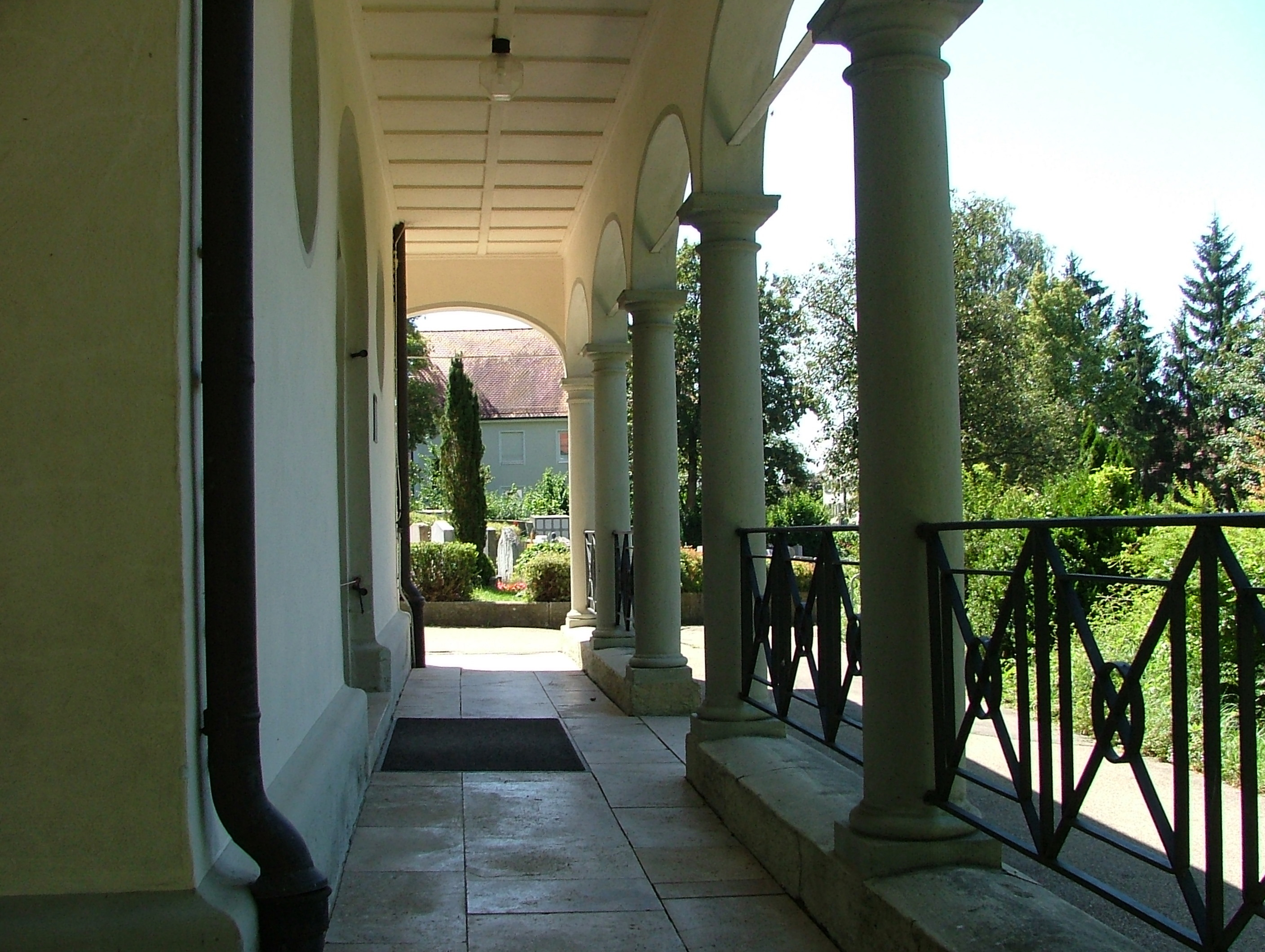
Unterkirchberg, Säulenreihe am Eingang zur Kirche

## Persönlichkeiten
- Michael Braig (1774–1832), Pater und Mönch des Benediktinerklosters Wiblingen, Vikar in Unterkirchberg und Pfarrer in Illerrieden
- Georg Geisenhof (1780–1861), Kirchenhistoriker und Schriftsteller
- Alfons Rimmele (1910–1993), Politiker (CDU), lebte in Illerkirchberg, Besitzer der dortigen Ziegelei

Söhne und Töchter des Ortes

Bruno von Kirchberg

- Herkunft aus dem Geschlecht der Grafen von Kirchberg u. a. mit den Brüdern Otto und Hartmann von Kirchberg (11. Jahrhundert), die das Kloster Wiblingen gründeten; Bruno von Kirchberg als Bischof von Brixen († 1288) und Gründer der Südtiroler Stadt Bruneck; Konrad von Kirchberg († 1268 oder sein gleichnamiger Sohn 1315), Ritter und Minnesänger, der in der Codex Manesse abgebildet wurde sowie die Heilige Ida von Toggenburg (ca. 1156 – ca. 1226)

- Roman Sebastian Zängerle (1771–1848), Fürstbischof der Diözese Graz-Seckau

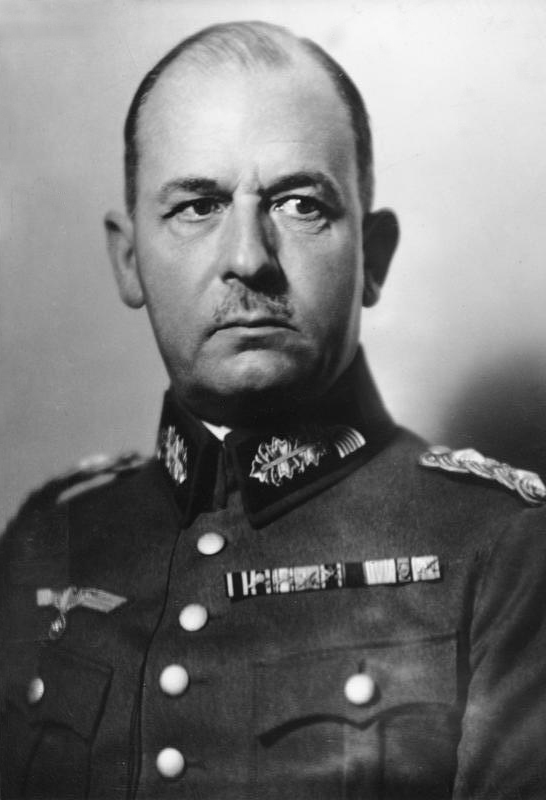
Wilhelm List 1935

- Wilhelm List (1880–1971), Heeresoffizier, seit 1940, Generalfeldmarschall, verurteilter Kriegsverbrecher
- Rudolf Distler (* 1946), Maler
- Deniz Yılmaz (* 1988), Fußballspieler